# Karin Törnell
Karin Elisabet Törnell, född 1966 i Stockholm, är en svensk konstnär och skulptör.

## Biografi
Karin Törnell är utbildad på Leksands Folkhögskola 1991–93, Konstfack i Stockholm 1993–97 och på California College of the Arts i San Francisco 1997. Hennes första offentliga verk i Garnisonen i Stockholm färdigställdes under studietiden 1996. Hennes första separatutställning var på Galleri Inger Molin i Stockholm 2000.
Karin Törnell gör skulpturer vars bärande del ofta består av ugnsgjutet glas, kiln casting, i tekniken förlorat vax, så kallad cire perdue. Skulpturerna refererar till klassisk skulpturtradition, och beskrivs ofta som oväntade och överraskande. Hon arbetar även med offentlig gestaltning. I EU-domstolen i Luxemburg finns verket Two Couplets, 2011, och på Station Stockholm City finns verket Andetag och Fotfäste 2017.
Karin Törnell är representerad vid bland annat Nationalmuseum, Röhsska museet, Sveriges glasmuseum, Statens konstråd och Stockholm Konst.